# Krigsåret 1953

## Pågående krig
- Indokinakriget (1946-1954)[1]
  - Franska unionen på ena sidan
  - Vietminh på andra sidan

- Koreakriget (1950-1953)[2]
  - Nordkorea och Kina på ena sidan
  - Sydkorea och FN (Trupp från USA m.fl) på andra sidan

## Händelser
- 23 mars - Kinesiska trupper attackerar vid Pork Chop Hill.
- 16 april - Kinesiska trupper erövrar Pork Chop Hill.
- 18 april - Amerikanska trupper återtar Pork Chop Hill.
- 17 juni - Folkupproret i Östtyskland 17 juni 1953.
- 6 juli - Kinesiska trupper attackerar Pork Chop Hill.
- 11 juli - Amerikanska trupper överger Pork Chop Hill.
- 27 juli - Vapenstillestånd sluts i Koreakriget.
- 14 oktober - Ariel Sharons Enhet 101 begår en massaker i Qibya.

### Fotnoter
1. ↑  ”Chronological List of All Wars”. Arkiverad från originalet den 9 oktober 2014. https://web.archive.org/web/20141009082543/http://www.correlatesofwar.org/COW2%20Data/WarData_NEW/WarList_NEW.pdf. Läst 29 juni 2011.
2. ↑  ”World Statesmen”. http://www.worldstatesmen.org/WARS.html. Läst 28 juni 2011.